# ورزشگاه ورزشی چیبا
ورزشگاه ورزشی چیبا (به لاتین: Chiba Sports Stadium) یک ورزشگاه در ژاپن است که در ایناگه-کو واقع شده‌است.